# Wissenschaftsladen Hannover
Der Wissenschaftsladen Hannover e.V. (WILA Hannover) war eine Nachhaltigkeits-Initiative aus Hannover-Linden. Unter dem Slogan „Zukunft und Umwelt“ vermittelte der Verein Wissen in den Bereichen Umweltschutz, Gesellschaft und Nachhaltigkeit. Zu diesem Zweck veranstaltete der Wissenschaftsladen Hannover Projekte. Zwischen 2019 und 2022 besaß der Verein zusätzlich ein Büro im Umweltzentrum Hannover.

## Geschichte
Ursprünglich wurde der Wissenschaftsladen Hannover e.V. im Jahre 1986 von Studierenden der Universität Hannover gegründet, hauptsächlich aus naturwissenschaftlichen Studiengängen. Schon im Gründungsjahr wurden sozialwissenschaftliche Aspekte miteinbezogen. Prominentestes Gründungsmitglied war der Buchautor und Soziologe Harald Welzer. Das Hauptziel war es, der Bevölkerung akademisches Wissen zur Verfügung zu stellen und sie in Umweltthemen zu beraten. Nach einer produktiven Zeit in den 90er Jahren, vor allem in Zusammenarbeit mit dem Ecolog-Institut, zog der Wissenschaftsladen 2007 in das Kulturzentrum Faust um.

## Projekte

### Utopianale Filmfestival
Die Utopianale war ein Dokumentarfilmfestival, das neun Mal veranstaltet wurde. Unter verschiedenen Motti wurden, über ein Wochenende hinweg, Dokumentarfilme zu Nachhaltigkeit und umweltpolitischen Themen präsentiert. Neben den Filmen wurden verschiedene Workshops und Mitmachaktionen angeboten. Die Utopianale gab es von 2013 bis 2021, zuerst wurde sie im Kulturzentrum Faust veranstaltet, mit wachsenden Zuschauerzahlen allerdings ins Freizeitheim Linden verlegt.

### Cinema del Sol
Das Cinema del Sol ist ein mit Sonnenenergie betriebenes Kino. Seit 2017 wird es in den warmen Monaten an verschiedenen Orten der Region Hannover veranstaltet. Da es als Open Air stattfindet, können die Filme auf einer mobilen Leinwand gezeigt werden. Gefördert wird das Projekt von der Region Hannover, der Sparkasse Hannover sowie Enercity pro Klima. Das Cinema del Sol wird auch nach der Auflösung des Vereins weiter betrieben.

### Treffpunkt gute Zukunft
Beim jährlichen Straßenfest „Lust auf Linden Süd“ informierte der Wissenschaftsladen Hannover vier Mal über die nachhaltigen Entwicklungsziele der Vereinten Nationen. Zusätzlich wurden durch den WiLa Aktions- und Infostände zu dem Thema angeboten und geladene Experten auf einer Bühne interviewt.

### Move me
Mit der Technischen Universität Dortmund und dem WZB Wissenschaftszentrum Berlin für Sozialforschung gGmbH arbeitete der WiLa von 2019 bis 2021 an einem Forschungsprojekt als lokaler Vernetzungspartner. Ziel ist die Beleuchtung der Wechselwirkung zwischen Raum und Mobilität und die Veränderungen dieser, gerade hinsichtlich Klima- und Umweltzielen in Zeiten der Digitalisierung.

## Ältere abgeschlossene Projekte
- Die WILA-Box war ein Projekt in den Jahren 2020–2021. Es handelte sich um einen Container auf dem Platzprojekt Hannover, den der Verein als neuen Raum zur Entfaltung nutzen wollte. Der Container sollte als neuer Standort für den Wissenschaftsladen dienen und bot Platz für kreative Ideen.
- Das Projekt Zukunftsdiskurse Gesellschaftlicher Zusammenhalt endete im Jahr 2021 und hatte das Ziel, die Debatte um gesellschaftlichen Zusammenhalt sachlich zu gestalten, Praxisrelevante Impulse für eine bundesweite Forschung (FGZ) zu liefern, die Vernetzung zwischen Akteuren aus Wissenschaft und Praxis zu stärken, sowie Öffentlichkeit für das Thema, für relevante Fragestellungen und für Akteure herzustellen.
- Limmer Nachbarschaft in Transition 2.0: Von 2018 bis 2020 war der WILA außerdem Verbundpartner des Projektes Transition 2.0, bei dem sich Nachbarn aus dem Stadtteil Hannover-Limmer für mehr Klimaschutz einsetzen. In Zusammenarbeit mit Transition Town Hannover veranstalten der Wissenschaftsladen ein Co-Coaching Projekt, bei dem verschiedene Ideen der Anwohner gesammelt und gegebenenfalls realisiert werden.
- Das Cafe-S für Solidarität war ein Projekt, bei dem von den ehrenamtlichen Helfern Fragen zu Leistungsrechten und -pflichten im Sozialbezug beantwortet wurden.
- Im Jahr 2015 durften wir Trägerverein des LeineHeldenJams sein. Dieses in der Üstra-Remise veranstaltete Event war die lokale Variante des SustainabilityJams, der weltweit stattfand. Mit den Mitteln des DesignThinking-Verfahrens haben die Teilnehmer verschiedene Projektideen entwickelt und durchdacht.
- Hauptsache in Bewegung: In einem Projektzeitraum von drei Jahren, unterteilt in vier Projektphasen, setzten sich 100 Jugendliche mit dem öffentlichen Raum auseinander. Die Teilnehmer nutzen Freiräume und haben diese unter verschiedenen künstlerischen Aspekten inszeniert, gestaltet und verändert.
- Die MitMachküche war ein nachhaltiges Kochevent. Es ging darum, sich mit saisonalen Gemüse zu auseinanderzusetzen, gemeinsam zu kochen und die mitgebrachten Lebensmittel zu einem veganen Gericht zu machen.
- Forschungsjahr Permakultur: Ab August 2014 befanden sich die beiden Mitarbeiter des Wissenschaftsladens Hannover e.V., Cheryl und Thom Meiseberg, auf einer Forschungs- und Entdeckungsreise in Italien. Das Thema war Permakultur.
- Quartier der Zukunft 2030: In diesem Projekt ging es um die Frage, wie man die Stadt wieder zugänglicher und attraktiv für Menschen macht, und wie das Quartier der Zukunft aussehen könnte.
- StadtLabor – Wünsche für die Nordstad: Im Sommer 2015 fand in der Nordstadt Hannovers das Stadtlabor statt. In diesem Projekt ging es um die Wünsche der Teilnehmer für die Stadt und man wurde aktiv zum mitgestalten motiviert.
- Macht.Wachstum.Glück: 4 Tage gab es in diesem Projekt Workshops, Diskussionen, Theater und viel mehr. Bei dem Kongress beschäftigte man sich mit Fragen rund um Macht, Wachstum und Glück mit jungen Menschen aus ganz Niedersachsen.
- Bei dem Projekt „Gönn dir: Smartes Schreiben“ handelte es sich um eine virtuelle Schreibwerkstatt für Jugendliche, welche vom Bundesministerium für Bildung und Forschung ausgeschrieben und in Zusammenarbeit mit dem Kulturzentrum Faust e.V., dem Wissenschaftsladen Hannover e.V. und der IGS Linden realisiert wurde.
- Kontext des Projektes Wunschproduktion war die Frage nach der Entwicklung auf dem Weg zu einem guten Klima im Stadtteil und zur klimaneutralen Stadt Hannover im Jahr 2050. Kooperiert wurde bei dem Projekt mit dem Verein Ökostadt e.V. sowie mit Stadt und Region Hannover, mit dem Ziel, allen Interessierten die Möglichkeit bietet eigene Ideen, Wünsche und Visionen zur Stadt im Wandel einzuschreiben.
- Das Zuckerprojekt motivierte Schülerinnen und Schüler mit Hilfe von Workshops und Methoden des politischen Aktionstheaters entwicklungspolitische Themen in der Öffentlichkeit plakativ darzustellen und den Dialog auf den Straßen und in den Schulen zu suchen. Drei Schulgruppen haben am Projekt mitgearbeitet und an den inhaltlichen und methodischen Workshops mit teilgenommen.

## WiLa als Herausgeber und in der Literatur
Auch als Herausgeber verschiedener Schriften hat sich der Wissenschaftsladen Hannover betätigt, hauptsächlich zur Bildungsarbeit mit Kindern und Jugendlichen. Außerdem fand der WiLa Erwähnung in dem Buch Selbst Denken, welches von Mitbegründer Harald Welzer verfasst wurde („Ich war - abgesehen von einer Phase als Anti-AKW-Protestierer und später als Mitbegründer eines Wissenschaftsladens - nie öko [...]“) Des Weiteren wird in dem Sammelband Stadt als Möglichkeitsraum auf mehreren Seiten über den WiLa berichtet.

## Finanzierung
Der Wissenschaftsladen Hannover war ein gemeinnütziger Verein. Er arbeitete kostendeckend und nicht gewinnorientiert. Die Einrichtung wurde im Förderverzeichnis der Landeshauptstadt Hannover (Fachbereich Umwelt und Stadtgrün) von 2017 bis 2022 mit einer institutionellen Förderung unterstützt. Der Verein finanzierte den Großteil seiner Arbeit aber über Projektmittelförderungen. Gefördert wurden die Projekte des WILA Hannover zuletzt von der Kommune, Ministerien, Stiftungen und privatwirtschaftlichen Förderprogrammen. Ein Eigenanteil aus Vereinsbeiträgen oder Kooperationsbeiträgen von Partnerorganisationen komplettierte die Finanzierungen.